# Karl Beck
Karl Isidor Beck (ur. 1 maja 1817 w Bai, zm. 9 kwietnia 1879 w Wiedniu) – austriacki pisarz, poeta i polityk.

## Życiorys
Na świat przyszedł jako syn żydowskiego kupca. Wychowując się wśród ludności węgierskiej, żydowskiej i romskiej, język niemiecki opanował dopiero w wieku 9 lat. Studiował medycynę w Wiedniu, studiów jednak nie ukończył. W 1848 roku wszedł w związek małżeński, który trwał zaledwie kilka miesięcy i zakończył się śmiercią żony. Przed Wiosną Ludów był przedstawicielem radykalnych przeciwników absolutyzmu austriackiego i despotyzmu pruskiego. Uważany był za jednego z pierwszych poetów proletariackich. Walczył o prawa społeczno-polityczne dla drobnomieszczaństwa i chłopstwa. Swoje postulaty wyraził w dwóch tomach wierszy: „Nachte. Gepanzerte Lieder” („Noce. Pieśni opancerzone”) i „Lieder vom armen Mann” („Pieśni o biedaku”). Karl Beck jest autorem słów do walca Johanna Straussa (syna) pt. „Nad pięknym modrym Dunajem”.

## Wybrane dzieła
- Nachte. Gepanzerte Lieder (1838);
- Der fahrende Poet (1838);
- Stille Lieder (1840);
- Jankó, der ungarische Roßhirt (1841);
- Saul (1841);
- Lieder vom armen Mann (1847);
- Monatsrosen (1848);
- An Kaiser (1849);
- Aus der Heimat (1852);
- Mater dolorosa (1853);
- Jadwiga (1863);
- Täubchen im Nest (1868);
- Österreich in zwölfter Stunde (1868);
- Still und bewegt (1870)[3].

Jego wybrane wiersze ukazały się w języku polskim w przekładach Gotthilfa Kohna w antologiach Polska w świetle niemieckiej poezji (tom II, 1897) oraz Po fali czasu (1902).